# آندره تستوت
آندره تستوت (فرانسوی: André Testut‎؛ زادهٔ ۱۳ آوریل ۱۹۲۶ در لیون، درگذشتهٔ ۲۴ سپتامبر ۲۰۰۵ در لیون) رانندهٔ مسابقات اتومبیل‌رانی فرمول یک اهل موناکو بود که از فصل ۱۹۵۸ تا ۱۹۵۹ در مجموع در دو گراند پری شرکت کرد، اما موفق به کسب هیچ امتیازی نشد.
تستوت در ۲۴ سپتامبر ۲۰۰۵ در لیون درگذشت.